# ماكس ثورنبيرغ
ماكس وستون ثورنبيرغ (10 أكتوبر 1892 - 21 سبتمبر 1962) مستشار تنفيذي نفطي ومستشار حكومي أمريكي. كان المستشار النفطي لوزارة الخارجية الأمريكية ومسؤول نفطي كبيري في شركة ستاندرد أويل أوف كاليفورنيا (سوكال) وشركة نفط كاليفورنيا تكساس المحدودة (كالتكس) في الشرق الأوسط بما في ذلك البحرين وإيران. كان المساعد الخاص لوكيل وزارة الخارجية من 1941 إلى 1943 خلال الحرب العالمية الثانية.
ولد ثورنبيرغ في لونغ بيتش، كاليفورنيا. أمه إيفا لويز (سابقا هولبروك) وأبيه تشارلز هيكس ثورنبيرغ. تزوج ليلى بالدوين بيري في 30 مارس 1918 في لينشبرغ. روفوس ألبرت بيري والد ليلى كان يعمل في مجال العقارات التجارية وكذلك المدير العام للبريد في بيركلي بكاليفورنيا.
حصل ثورنبيرغ على درجة البكالوريوس في الآداب من جامعة كاليفورنيا في عام 1917 ثم على درجة البكالوريوس في العلوم عام 1921 ثم شهادة البكالوريوس في الهندسة الكيميائية عام 1933 وكلاهما من جامعة كاليفورنيا. إلا أنه قد أنجز العمل بعد التخرج في جامعة غرونوبل في عام 1919. خدم في جيش الولايات المتحدة من 1917 إلى 1920 المتمركز في معسكر فورت لويس، واشنطن وفرنسا. خرج من المستشفى برتبة نقيب.
في يونيو 1936 شكلت شركتي ستاندرد أويل أوف كاليفورنيا (سوكال ثم بعدها شيفرون) وتكساس (تكساكو) كيان جديد تحت اسم شركة نفط كاليفورنيا تكساس المحدودة (كالتكس) لتسويق وتوزيع النفط الخام الذي تنتجه سوكال شرق قناة السويس والمنتجات المكررة في المصفاة الجديدة التي يجري بناؤها على جزيرة البحرين. تم تعيين ثورنبيرغ نائب رئيس الكيان الجديد كالتكس. تم تعيين جيمس أندرو موفيت الثاني رئيسا وعضو بمجلس الإدارة بالإضافة إلى هوارد م. هيرون.
في عقد 1930 قام حاكم البحرين بإعطائه جزيرة أم الصبان كهدية. في وقت لاحق عين نائب رئيس شركة نفط البحرين المحدودة (بابكو).
عين ثورنبيرغ «مستشار خاص بشأن المسائل البترولية الدولية» لوزير الخارجية الأمريكي كورديل هل في أغسطس 1941 ليخدم أيضا هارولد ل. ايكس وزير الداخلية ومنسق الدفاع النفطي. أبقى ثورنبيرغ إيكس على علم بجميع جوانب ومشاكل النفط الدولية وهو أمر حاسم في المجهود الحربي على حد سواء في الخارج والداخل للحفاظ على الامدادات المتدفقة.
توفي ثورنبيرغ في سانتا مونيكا، كاليفورنيا في سن 69. خلف وراءه زوجته ليلى (سابقا بيري) ثورنبيرغ (21 سبتمبر 1893 - 13 أكتوبر 1969). أنجب ثلاثة أطفال وهم روان (1919-1983) وبريسيلا (1922-1988) وراسل (1927-1989).